# Colombier NE
| NE ist das Kürzel für den Kanton Neuenburg in der Schweiz. Es wird verwendet, um Verwechslungen mit anderen Einträgen des Namens Colombier zu vermeiden. |

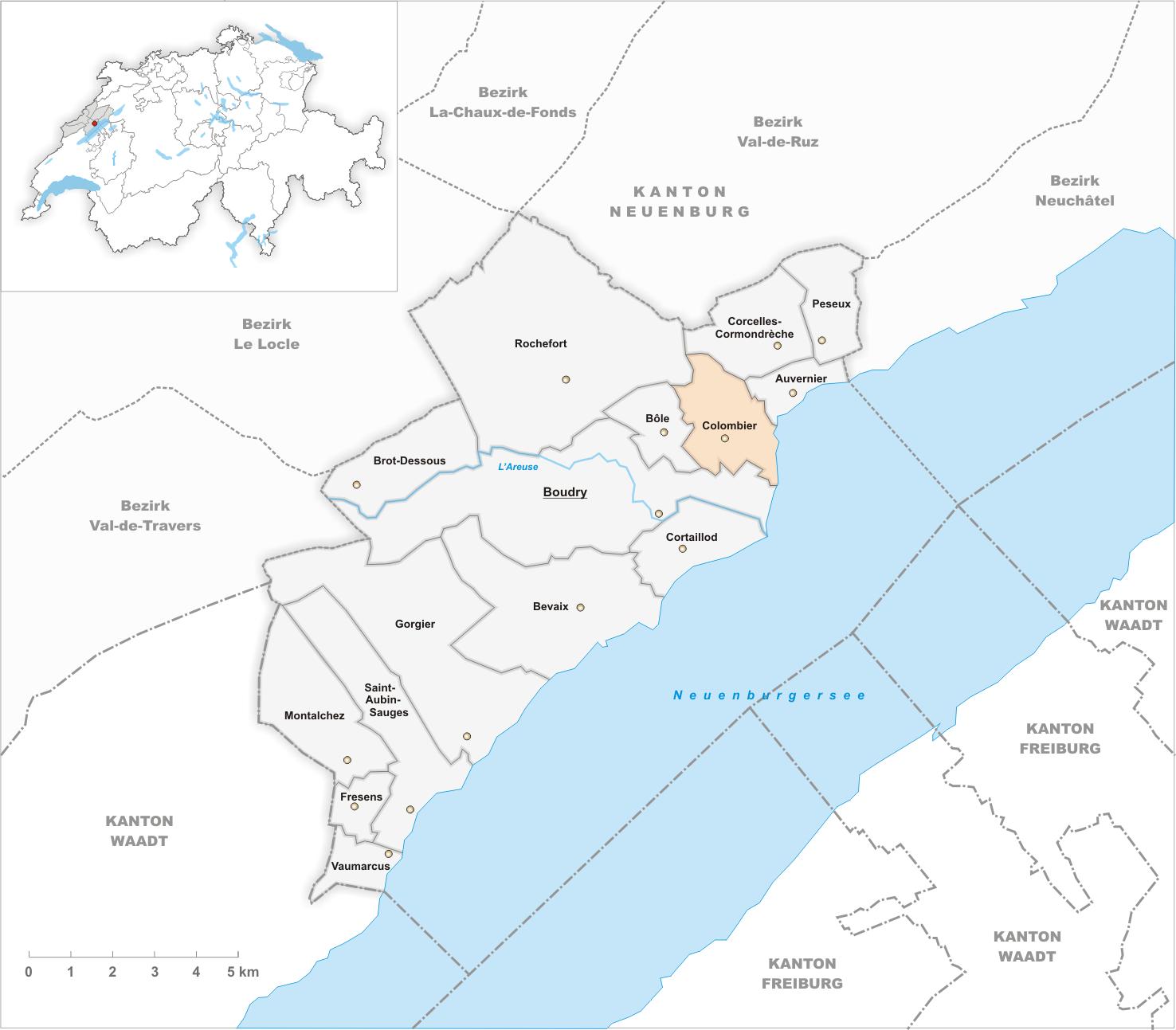
Gemeindestand vor der Fusion am 1. Januar 2013

Colombier ([kɔlɔ̃bje], im einheimischen frankoprovenzalischen Dialekt [kolɔ̃ˈbiə]) war eine politische Gemeinde im Distrikt Boudry des Kantons Neuenburg in der Schweiz. Am 1. Januar 2013 fusionierte sie mit den Gemeinden Auvernier und Bôle zur neuen Gemeinde Milvignes.

## Geographie
Colombier liegt auf 457 m ü. M., sechs Kilometer westsüdwestlich der Kantonshauptstadt Neuenburg (Luftlinie). Das Dorf erstreckt sich in einer Geländemulde am Jurasüdfuss, nahe dem Ufer des Neuenburgersees; der alte Ortskern ist leicht erhöht auf einem Molassehügel.
Die Fläche des 4,5 km² grossen Gemeindegebiets umfasst einen schmalen Abschnitt am Nordufer des Neuenburgersees. Der Gemeindeboden reicht vom Uferstreifen, der den nördlichsten Teil der Schwemmebene der Areuse bildet, nach Nordwesten über die Mulde von Colombier und das rund 50 m über dem See liegende Plateau der Planeyse den Jurasüdhang hinauf und umfasst auch den Wald von Cottendart. Der höchste Punkt von Colombier wird mit 660 m ü. M. unterhalb der Forêt de Dame Othenette erreicht. Von der Gemeindefläche entfielen 1997 38 % auf Siedlungen, 20 % auf Wald und Gehölze, 41 % auf Landwirtschaft und etwas weniger als 1 % war unproduktives Land.
Zu Colombier gehören die Siedlungen Cottendart (570 m ü. M.) und Le Villaret (600 m ü. M.) am Jurasüdhang. Nachbargemeinden von Colombier sind Boudry, Bôle, Rochefort, Corcelles-Cormondrèche und Auvernier.

## Bevölkerung
Mit 5547 Einwohnern (Stand 31. Dezember 2012) gehört Colombier zu den grossen Gemeinden des Kantons Neuenburg. Von den Bewohnern sind 86,4 % französischsprachig, 4,5 % deutschsprachig und 2,7 % italienischsprachig (Stand 2000). Colombier hatte 1900 bereits 2051 Einwohner, eine weitere deutliche Bevölkerungszunahme ist seit etwa 1950 zu verzeichnen, wobei während der 1960er Jahre besonders grosse Zuwachsraten verzeichnet wurden.

## Wirtschaft
| Bevölkerungsentwicklung | Bevölkerungsentwicklung |
| Jahr                    | Einwohner               |
| ----------------------- | ----------------------- |
| 1850                    | 896                     |
| 1900                    | 2051                    |
| 1950                    | 2071                    |
| 1960                    | 2652                    |
| 1970                    | 4095                    |
| 1980                    | 4126                    |
| 1990                    | 4636                    |
| 2000                    | 4897                    |

Colombier war lange Zeit ein hauptsächlich landwirtschaftlich geprägter Ort. Heute hat vor allem noch der Weinbau an den optimal zur Sonne exponierten unteren Jurasüdhängen Bedeutung. Ab Mitte des 18. Jahrhunderts arbeiteten viele Dorfbewohner in den Indienne-Fabriken an der unteren Areuse. Im Laufe des 19. Jahrhunderts kamen einige Betriebe der Uhrenindustrie dazu. In den letzten Jahrzehnten hat sich Colombier zu einer Wohngemeinde entwickelt, von der viele Erwerbstätige in Neuenburg ihrer Arbeit nachgehen. Das Dorf besitzt verhältnismässig wenig Industrie. Zu den wichtigen Einnahmequellen gehört die Versorgung der Kaserne. Im Weiteren ist Colombier Standort einer Kehrichtverbrennungsanlage (bei Cottendart) sowie einer interkantonalen Fischzuchtanlage. Im 1969 eingeweihten Sekundarschulzentrum von Colombier werden Schüler aus den Gemeinden der unteren Areuse unterrichtet.

## Verkehr
Die Gemeinde ist verkehrsmässig sehr gut erschlossen. Sie liegt an der Hauptstrasse 5 von Neuenburg nach Yverdon. Mit der Eröffnung des Autobahnteilstücks der A5 von Serrières nach Boudry im Jahr 1977 wurde der Ortskern vom Durchgangsverkehr entlastet. Am 7. November 1859 wurde die Eisenbahnlinie Yverdon–Neuenburg mit einem Bahnhof in Colombier (an der Gemeindegrenze westlich des Dorfes) eingeweiht. 1892 wurde die Überlandlinie 5 der Strassenbahn Neuenburg eröffnet, sie führt von Neuenburg nach Boudry und bedient drei Haltestellen auf dem Gemeindegebiet von Colombier. An der Gemeindegrenze zu Boudry befindet sich der Flugplatz Neuchâtel.

### Eisenbahnunfall vom 22. März 1871
Am 22. März 1871 stiess, infolge falscher Weichenstellung, im Bahnhof Colombier ein Militärextrazug mit Angehörigen der zu internierenden Bourbaki-Armee mit einem abgestellten Güterzug aus 22 Kohlewagen und einem Gepäckwagen zusammen. Ein Zugführer sowie 22 Internierte starben, 72 Personen wurden verletzt.
Es handelte sich dabei um den zweiten von drei Zügen, der in Solothurn internierte Soldaten nach Les Verrières bringen sollte. Der Zug verliess mit 1025 Mann Solothurn um 17 Uhr und verunglückte um ca. 21 Uhr in Colombier.
Die getöteten Soldaten wurden am 24. März 1871 auf dem Friedhof von Colombier beerdigt, wo später auch ein Denkmal errichtet wurde.

## Geschichte

Historisches Luftbild von Werner Friedli von 1954

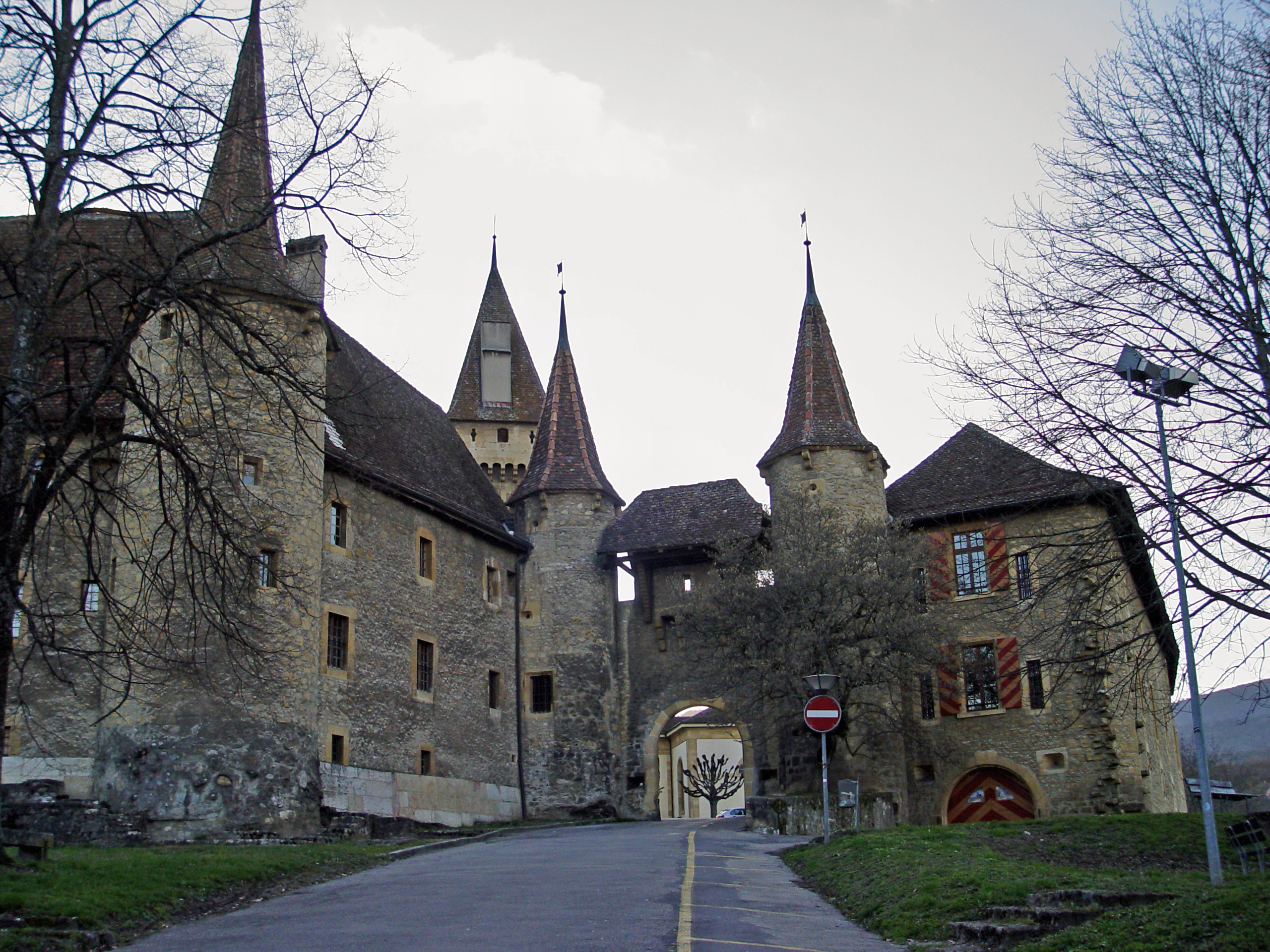
Sicht auf die Altstadt von der Hauptstrasse

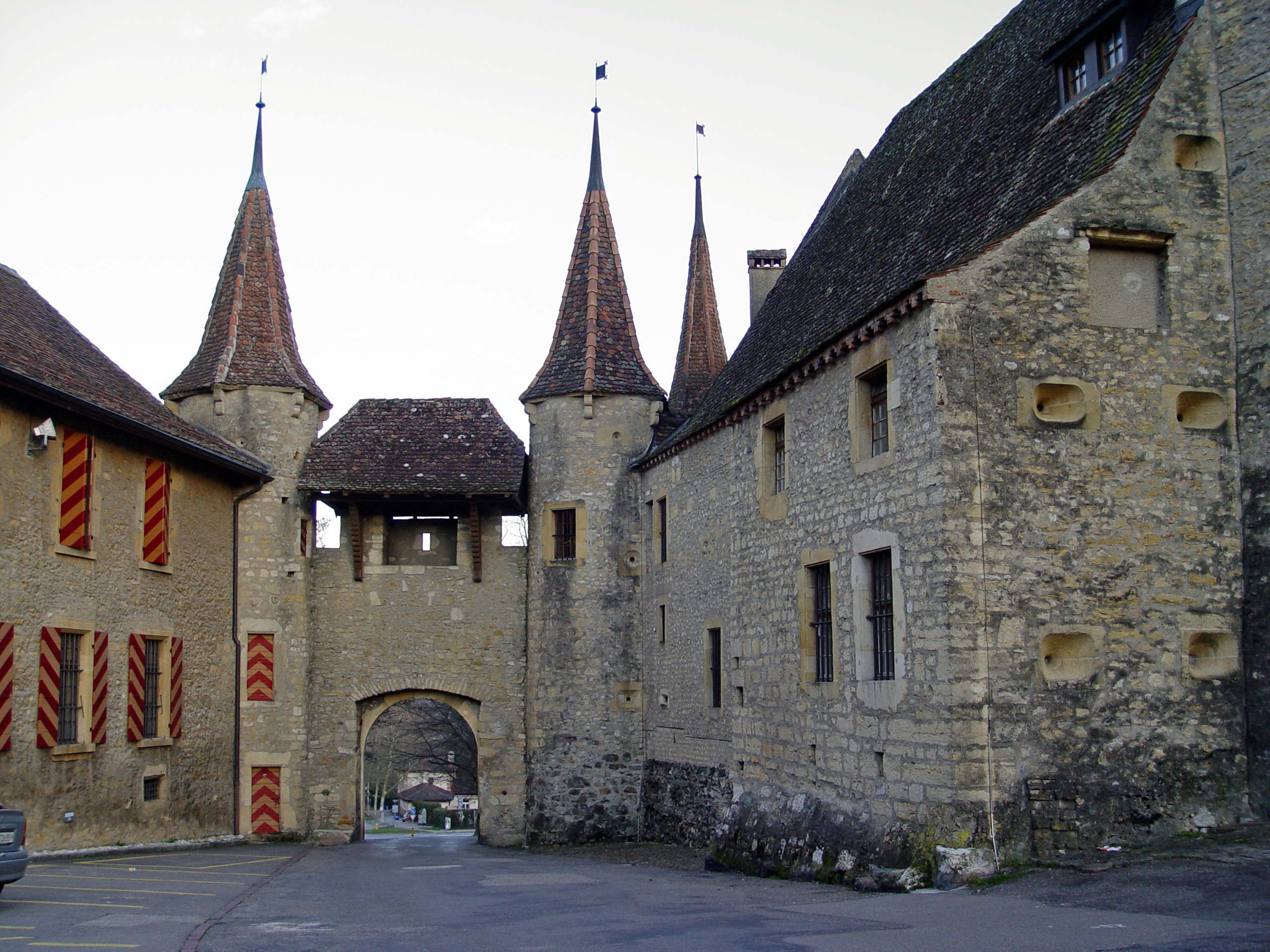
Blick auf das Stadttor

Colombier kann auf eine sehr lange Siedlungstradition zurückblicken. Entlang des Seeufers wurden Überreste von Siedlungen aus der Jungsteinzeit und der Bronzezeit gefunden. Auch während der Römerzeit war die Gegend bewohnt, an der Stelle des heutigen Schlosses befand sich eine weitläufige römische Villa, die vom 1. bis zum 3. Jahrhundert zu einem palastähnlichen Herrenhaus ausgebaut wurde. Aus der Zeit der Merowinger stammt ein Friedhof.
Die erste urkundliche Erwähnung von Colombier unter dem Namen Columbier geht auf das Jahr 1228 zurück. Seit dem Mittelalter bildete Colombier eine eigene Herrschaft, zu der die Siedlung Areuse (heute Teil von Boudry), sowie Teile von Bôle und Bevaix und einige Grundstücke in weiter entfernten Gebieten gehörten. Die Herren von Colombier waren Vasallen der Grafen von Neuenburg. Durch Heirat kam das Herrschaftsgebiet 1488 an die Familie de Chauvirey aus der Franche-Comté und 1513 an Johann Jakob von Wattenwyl, der die Reformation einführte. Erst 1564 erkauften sich die Grafen von Neuenburg die Rechte der Herrschaft.
Seit 1648 war Neuenburg Fürstentum und ab 1707 durch Personalunion mit dem Königreich Preussen verbunden. 1806 wurde das Gebiet an Napoleon I. abgetreten und kam 1815 im Wiener Kongresses an die Schweizerische Eidgenossenschaft. 1826 reiste der Grundbesitzer Charles-Louis Borel, ein preussischer Steuereintreiber, ins Königreich Brasilien und kaufte eine Kolonie, das Geschäft etabliert, kehrte er 1828 zurück.
Der Neuenburger Aufstand 1831 und die Neuenburger Revolution 1848 verlangten die Loslösung von Preussen, doch blieb der preussische König bis zum Neuenburgerhandel 1857 formal Fürst von Neuenburg. Colombier war bis 1832 Sitz einer Mairie, danach gehörte es bis 1848 zur Mairie La Côte und seither zum Bezirk Boudry.

## Post

Die Poststelle war von 1912 bis 1973 im Gemeindehaus eingemietet (Foto 1950er Jahre)

Die ersten Spuren eines eigentlichen Postdepots in Colombier gehen bis aufs Jahr 1811 (Postablage Einzeiliger Balkenstempel in grau, schwarz und rot). Ab 1836 gab es eine offizielle Poststelle (mit Doppelkreisstempel), also über 10 Jahre vor der Gründung der eidgenössischen Post. Aufgrund der Entwicklung erhielt es im Jahr 1894 den Status einer Poststelle zweiter Klasse. Seit seiner Eröffnung und bis 1912 befand sich das Postamt in der Bahnhofstrasse, anschliessend bis 1951 (ab 1925 als Postbüro) im Gemeindehaus, das der Postverwaltung Räumlichkeiten vermietete. Obwohl diese zentrale Lage ideal war, wird es wegen des Platzmangels bald notwendig, einen neuen Standort zu suchen. Nach mehreren gescheiterten Versuchen erwarb die Post ein Haus in der Rue du Collège. Dieser Standort erwies sich aber bald als problematisch, da verschiedene Konflikte bezüglich der Nutzung der Räumlichkeiten entstanden. Daher begannen einige Jahre später erneute Diskussionen mit der Gemeinde um die Errichtung eines neuen Gebäudes. Aufgrund finanzieller Probleme wurde der Vorschlag des damaligen Pöstlers Maurice Perdrizat akzeptiert, einen Neubau zu erstellen, der neben der Post auch 17 Eigentumswohnungen umfasst. Nach zweijährigen Bauarbeiten wurde das neue Postamt in der Rue du Verger im April 1973 eingeweiht: Es belegt eine Fläche von 600 m² (5 Schalter und 176 Postfächer). Die aktuelle Poststelle (2019) befindet noch am selben Ort und verfügt über Brief-, Paketdienst und Zahlungsverkehr.

## Sehenswürdigkeiten
Ein erstes Schloss Colombier wurde vermutlich im 11. bis 13. Jahrhundert erbaut. Der heutige Schlosskomplex zeigt Gebäude verschiedenen Alters und unterschiedlicher Stilrichtungen. Den ältesten Teil bildet die südöstliche Ecke mit Gebäuden in gotischen Stilformen, die im 15. und 16. Jahrhundert errichtet wurden. Der Eingangsturm stammt von 1543. Weitere Neugestaltungen gab es im 17. und im 19. Jahrhundert, als der Schlosshof als Parade- und Exerzierplatz diente. Im 18. Jahrhundert diente es als Sommerschloss von George Keith. Ab 1824 wurden im Schloss und in den umliegenden Gebäuden eine Kaserne eingerichtet, die heute noch besteht und die Infanterie-Offiziersschule 1 und die Infanterie-Rekrutenschule 5 beherbergt. Heute beherbergt das Schloss auch ein Militärmuseum und ein Indienne-Museum. Die beiden grossen Säle des alten Schlossflügels, der Waffen- und der Rittersaal, beherbergen zwei monumentale Gemäldezyklen des Neuenburgischen Malers Charles L’Eplattenier. Ein weiterer, nicht ausgeführter Wandgemäldeentwurf des gleichen Malers wird in einem Offiziersbüro am selben Ort aufbewahrt.
Die reformierte Kirche ist ein klassizistischer Bau von 1828–1829. Im alten Ortskern sind zahlreiche Bürgerhäuser aus dem 18. Jahrhundert erhalten. Le Pontet ist ein Herrensitz, der im 17. Jahrhundert erbaut wurde. Dort lebte im 18. Jahrhundert die Schriftstellerin Isabelle de Charrière. Zu den weiteren bedeutenden Landhäusern in der nahen Umgebung gehören Vaudijon (1800–1807 im Empirestil erbaut), Le Bied, La Mairesse, Cottendart und Sombacour.

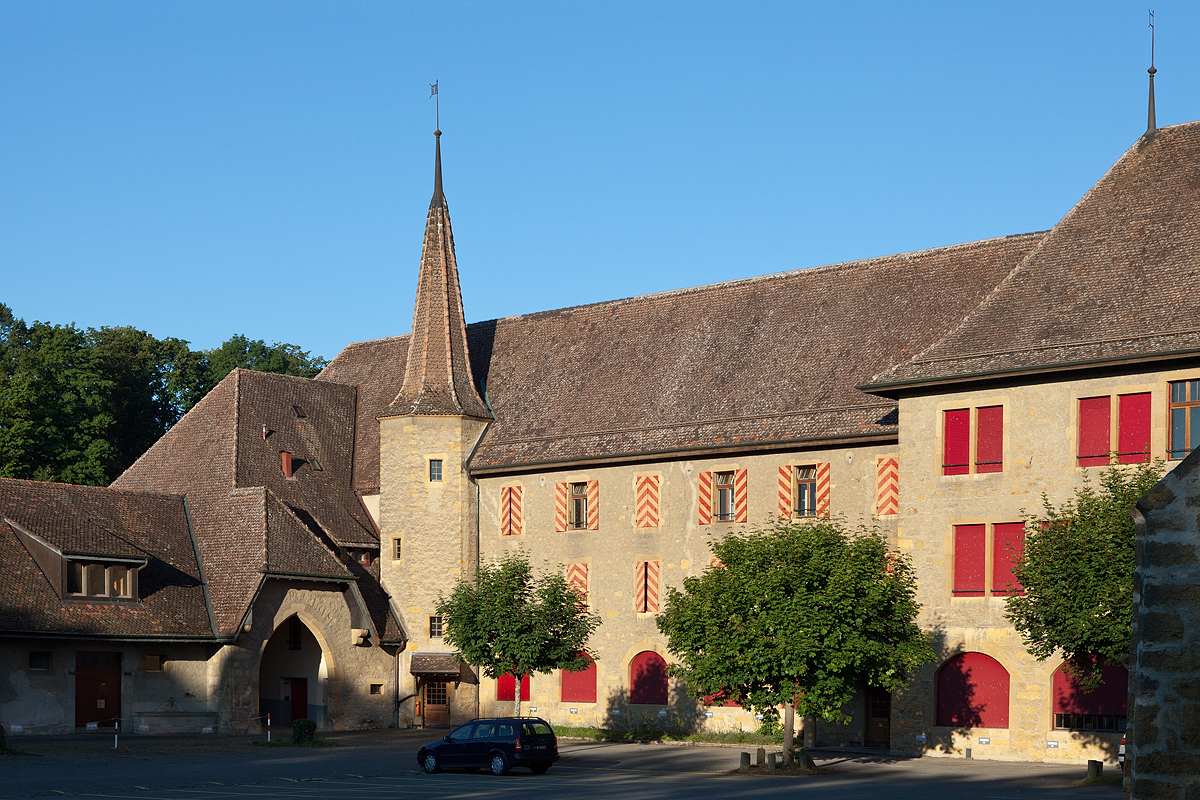
Château
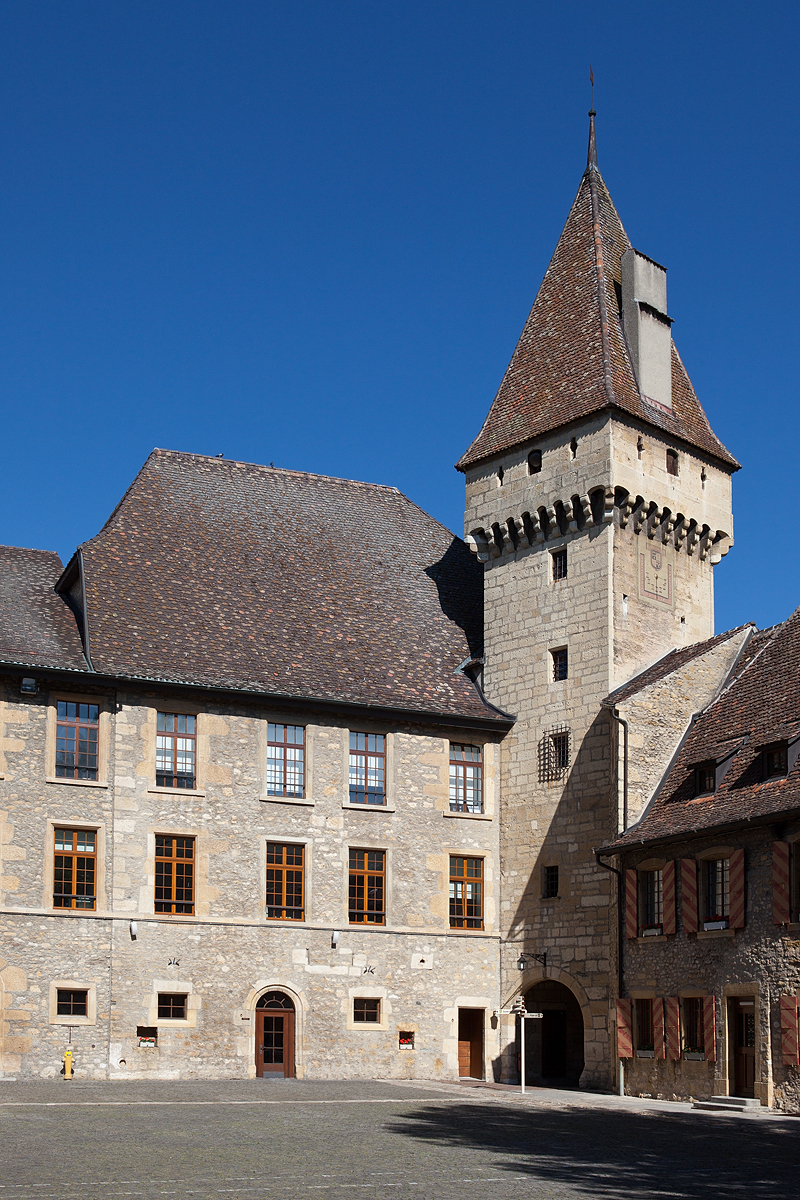
Château
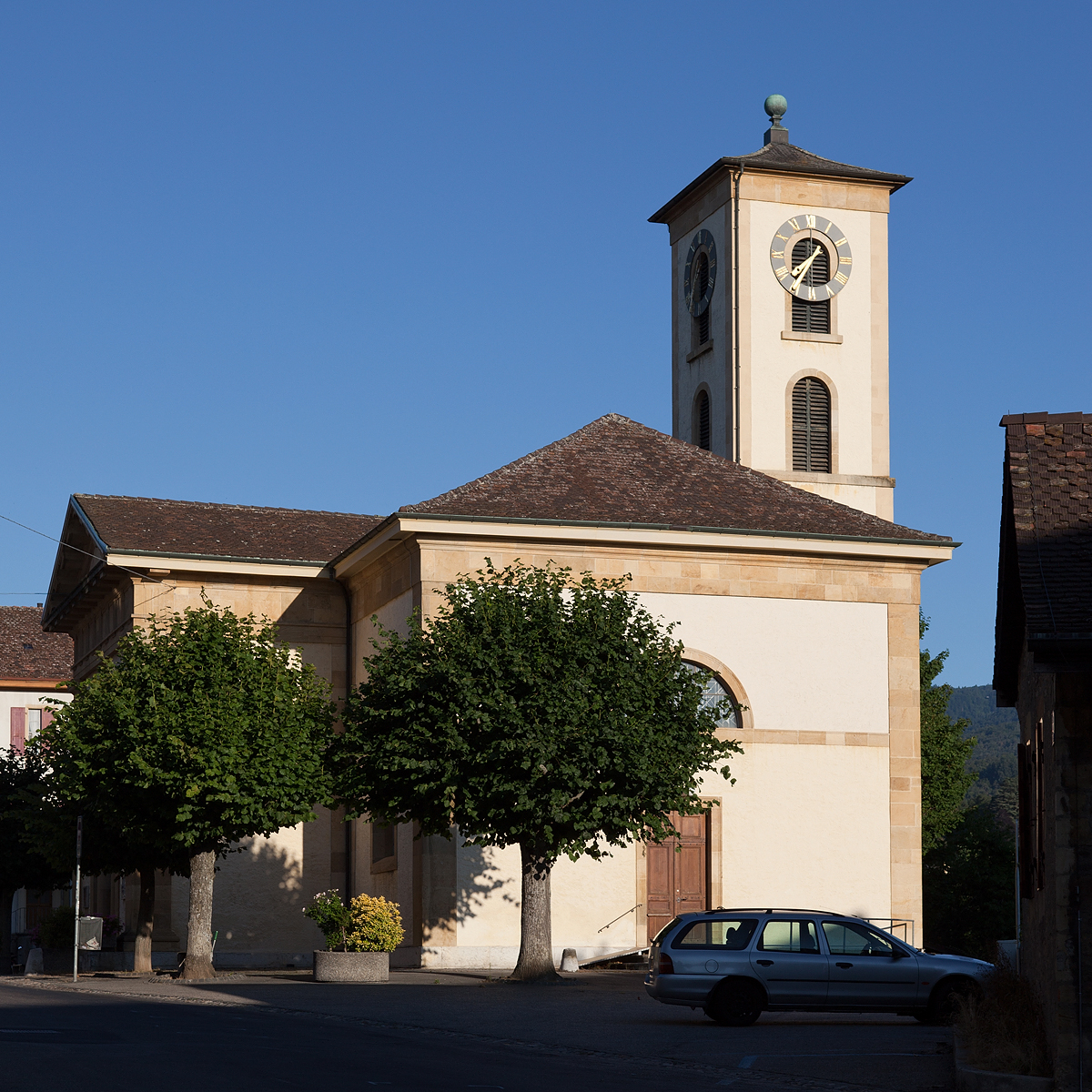
Temple
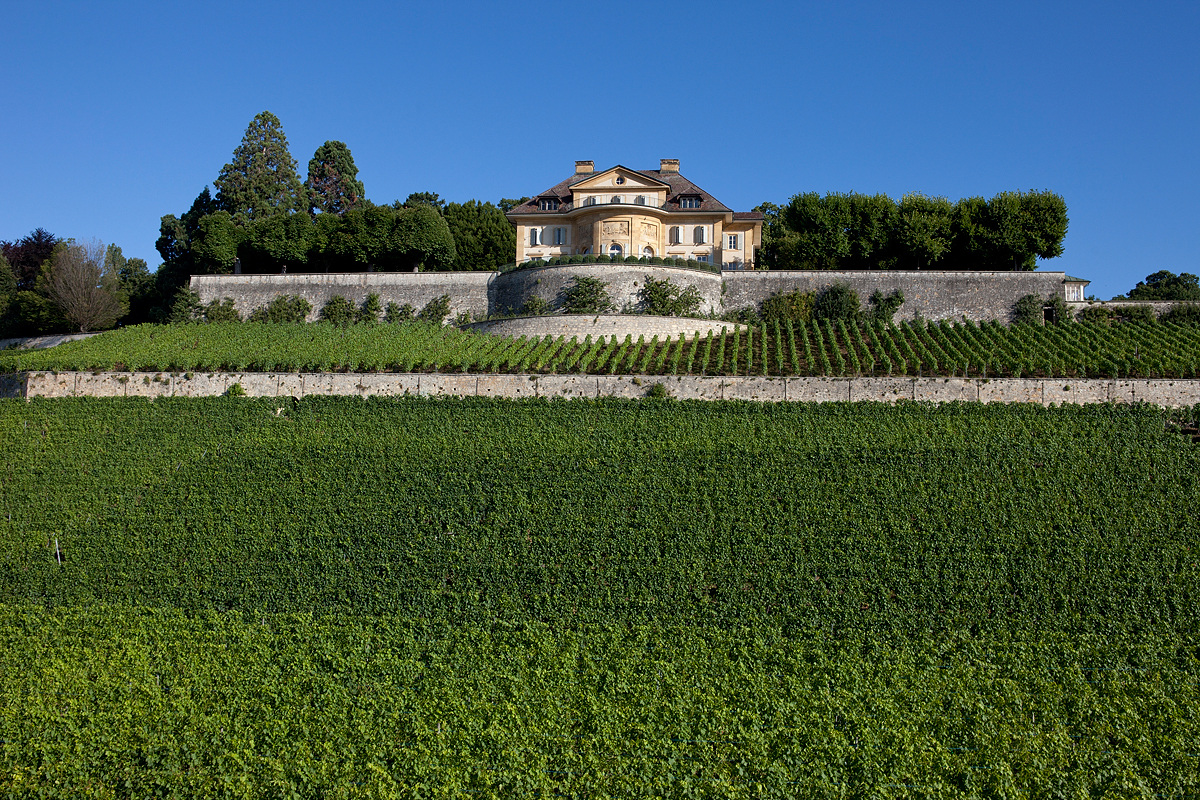
Chemin de Notre Dame
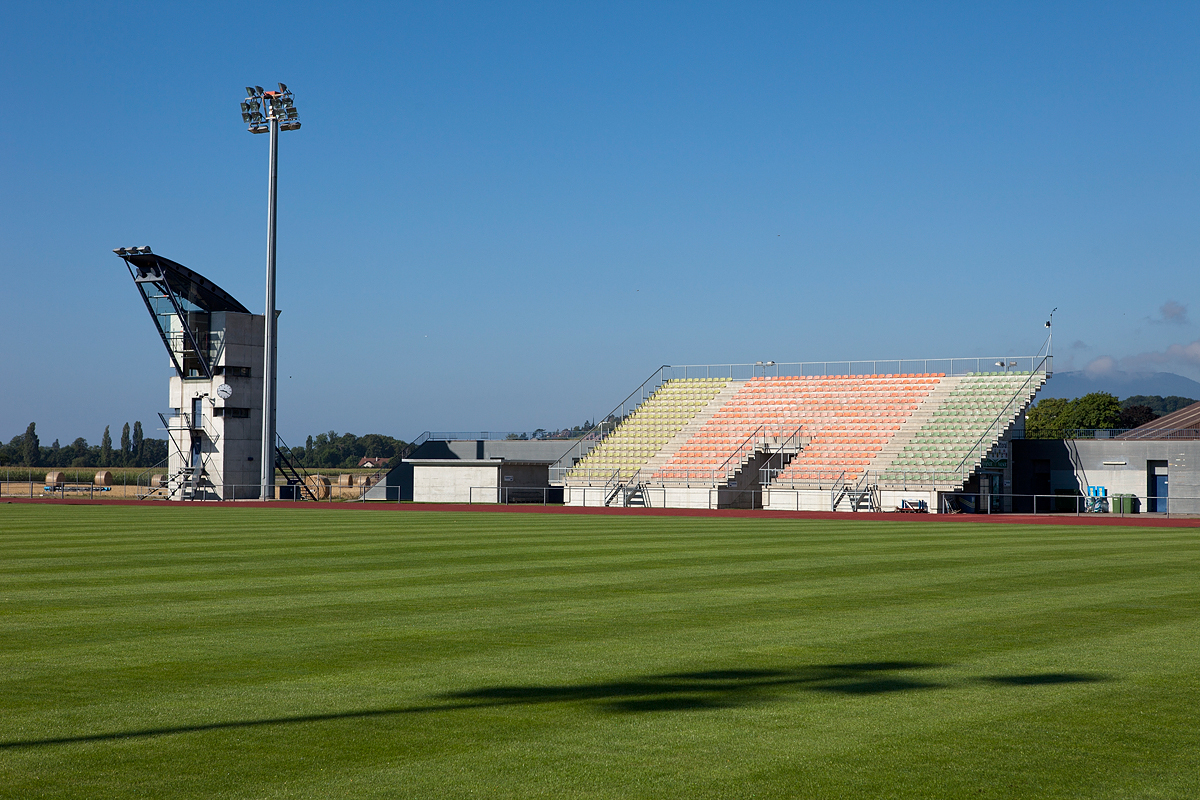
Stade
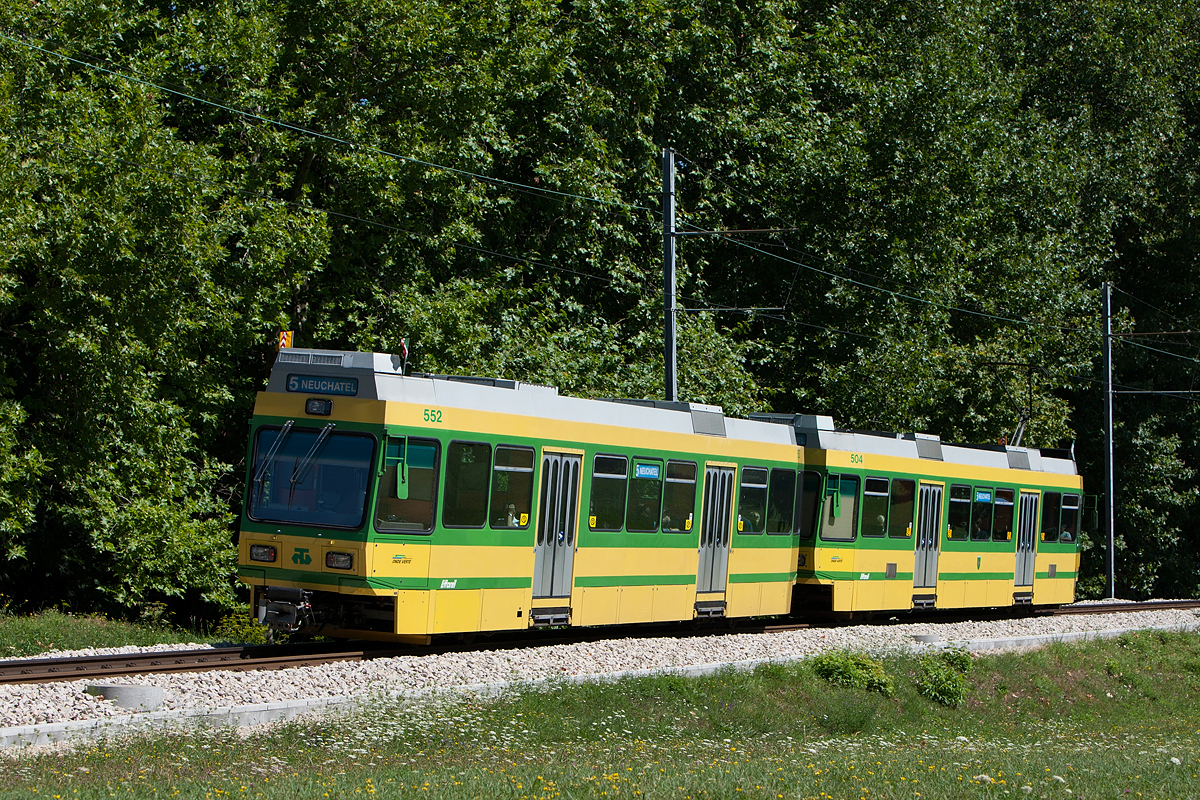
Tram No. 5
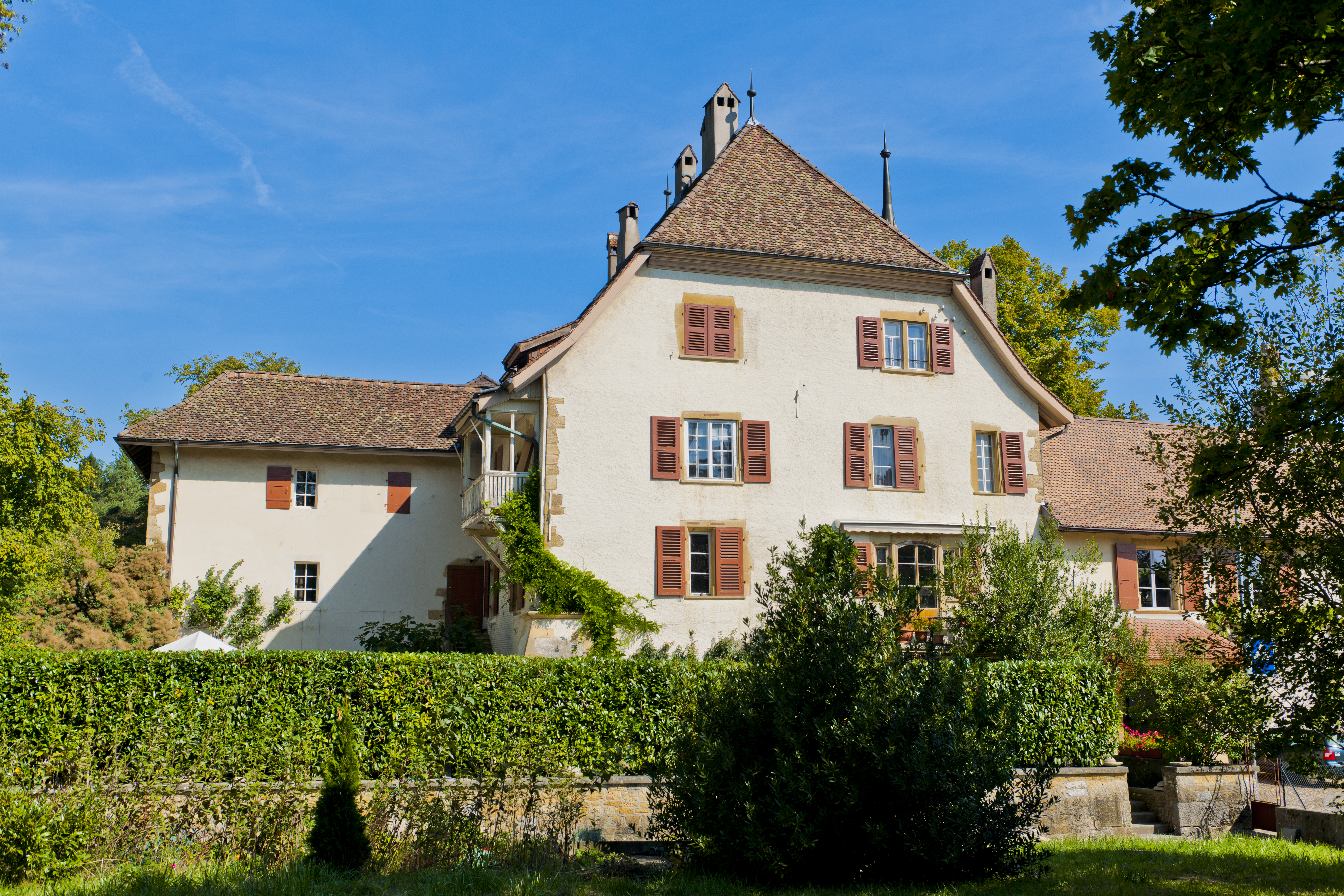
Le Pontet

## Persönlichkeiten
- Beat Ludwig von Muralt (1665–1749), Schriftsteller und Aufklärer, lebte auf dem Anwesen Le Pontet
- Isabelle de Charrière (1740–1805), Schriftstellerin der Aufklärung, lebte auf dem Anwesen Le Pontet
- Isabelle de Gélieu, (1779–1834), Schriftstellerin und Übersetzerin
- Jonas de Gélieu (1740–1827), reformierter Pfarrer und Bienenzüchter, gestorben in Colombier
- Salomé de Gélieu (1742–1820), Pädagogin und Erzieherin an europäischen Fürstenhöfen, gestorben in Colombier
- Henri-David Chaillet (1751–1823), reformierter Pfarrer, Förderer der Neuenburger Aufklärung
- Esther de Gélieu (1757–1817), Lehrerin, Schulleiterin und Erzieherin, gestorben in Colombier
- William Pettavel (1830–1907), evangelischer Geistlicher
- Edmond Kramer (1906–1945), Fussballspieler
- Perle Bugnion-Secrétan (1909–2004), Frauenrechtlerin
- Yvan Moscatelli (* 15. Februar 1944 in Borgosesia), Maler, Zeichner, Siebdrucker, Glasmaler[7]